# Commonwealth Games 2018/Squash/Mixed
Das Mixed im Squash bei den Commonwealth Games 2018 wurde vom 10. bis 15. April 2018 ausgetragen. Das Teilnehmerfeld bestand aus 24 Doppelpaaren. Gewinner der Konkurrenz im Jahr 2014 waren Rachael Grinham und David Palmer. Während Palmer nicht erneut antrat, startete Grinham mit Ryan Cuskelly an Position sechs gesetzt ins Turnier. Donna Urquhart und Cameron Pilley besiegten im Endspiel Dipika Pallikal und Saurav Ghosal mit 11:8 und 11:10 und sicherten sich damit die Goldmedaille. Bronze ging an Joelle King und Paul Coll.

## Setzliste
| Nr. | Paarung                             | Erreichte Runde |
| --- | ----------------------------------- | --------------- |
| 01. | Joelle King Paul Coll               | Bronze          |
| 02. | Alison Waters Daryl Selby           | Halbfinale      |
| 03. | Tesni Evans Peter Creed             | Viertelfinale   |
| 04. | Donna Urquhart Cameron Pilley       | Gold            |
| 05. | Dipika Pallikal Saurav Ghosal       | Silber          |
| 06. | Rachael Grinham Ryan Cuskelly       | Viertelfinale   |
| 07. | Jenny Duncalf Adrian Waller         | Viertelfinale   |
| 08. | Joshna Chinappa Harinder Pal Sandhu | Viertelfinale   |

| Nr. | Paarung                          | Erreichte Runde |
| --- | -------------------------------- | --------------- |
| 09. | Lisa Aitken Kevin Moran          | Achtelfinale    |
| 10. | Amanda Landers-Murphy Zac Millar | Achtelfinale    |
| 11. | Aifa Azman Sanjay Singh          | Achtelfinale    |
| 12. | Madina Zafar Tayyab Aslam        | Achtelfinale    |
| 13. | Faiza Zafar Farhan Zaman         | Achtelfinale    |
| 14. | Marlene West Cameron Stafford    | Achtelfinale    |
| 15. | Meagan Best Shawn Simpson        | Achtelfinale    |
| 16. | Dianne Kellas Bradley Hindle     | Achtelfinale    |

## Ergebnisse

### Vorrunde

#### Gruppe A
| Rang | Setzung | Doppel                          | Sp. | S | N | S.-Diff. | Pkt. |
| ---- | ------- | ------------------------------- | --- | - | - | -------- | ---- |
| 1    | 1       | Joelle King Paul Coll           | 2   | 2 | 0 | 4:0      | 4    |
| 2    | 16      | Dianne Kellas Bradley Hindle    | 2   | 1 | 1 | 2:2      | 2    |
| 3    |         | Lynette Vai Madako Junior Suari | 2   | 0 | 2 | 0:4      | 0    |

| Spieler         | Spieler         | Ergebnis   |
| --------------- | --------------- | ---------- |
| King / Coll     | Kellas / Hindle | 11:2, 11:4 |
| King / Coll     | Vai / Suari     | 11:4, 11:7 |
| Kellas / Hindle | Vai / Suari     | 11:6, 11:6 |

#### Gruppe B
| Rang | Setzung | Doppel                    | Sp. | S | N | S.-Diff. | Pkt. |
| ---- | ------- | ------------------------- | --- | - | - | -------- | ---- |
| 1    | 2       | Alison Waters Daryl Selby | 2   | 2 | 0 | 4:0      | 4    |
| 2    | 15      | Meagan Best Shawn Simpson | 2   | 1 | 1 | 2:2      | 2    |
| 3    |         | Alison Mua Stephen Henry  | 2   | 0 | 2 | 0:4      | 0    |

| Spieler        | Spieler        | Ergebnis   |
| -------------- | -------------- | ---------- |
| Waters / Selby | Best / Simpson | 11:3, 11:2 |
| Waters / Selby | Mua / Henry    | 11:0, 11:2 |
| Best / Simpson | Mua / Henry    | 11:2, 11:1 |

#### Gruppe C
| Rang | Setzung | Doppel                        | Sp. | S | N | S.-Diff. | Pkt. |
| ---- | ------- | ----------------------------- | --- | - | - | -------- | ---- |
| 1    | 3       | Tesni Evans Peter Creed       | 2   | 2 | 0 | 4:0      | 4    |
| 2    | 14      | Marlene West Cameron Stafford | 2   | 1 | 1 | 2:2      | 2    |
| 3    |         | Elizabeth Mulwa James Dalidi  | 2   | 0 | 2 | 0:4      | 0    |

| Spieler         | Spieler         | Ergebnis   |
| --------------- | --------------- | ---------- |
| Evans / Creed   | West / Stafford | 11:5, 11:5 |
| Evans / Creed   | Mulwa / Dalidi  | 11:3, 11:1 |
| West / Stafford | Mulwa / Dalidi  | 11:5, 11:8 |

#### Gruppe D
| Rang | Setzung | Doppel                        | Sp. | S | N | S.-Diff. | Pkt. |
| ---- | ------- | ----------------------------- | --- | - | - | -------- | ---- |
| 1    | 4       | Donna Urquhart Cameron Pilley | 2   | 2 | 0 | 4:0      | 4    |
| 2    | 13      | Faiza Zafar Farhan Zaman      | 2   | 1 | 1 | 2:2      | 2    |
| 3    |         | Taylor Fernandes Sunil Seth   | 2   | 0 | 2 | 0:4      | 0    |

| Spieler           | Spieler          | Ergebnis    |
| ----------------- | ---------------- | ----------- |
| Urquhart / Pilley | Zafar / Zaman    | 11:3, 11:6  |
| Urquhart / Pilley | Fernandes / Seth | 11:4, 11:7  |
| Zafar / Zaman     | Fernandes / Seth | 11:8, 11:10 |

#### Gruppe E
| Rang | Setzung | Doppel                           | Sp. | S | N | S.-Diff. | Pkt. |
| ---- | ------- | -------------------------------- | --- | - | - | -------- | ---- |
| 1    | 5       | Dipika Pallikal Saurav Ghosal    | 2   | 2 | 0 | 4:0      | 4    |
| 2    | 12      | Madina Zafar Tayyab Aslam        | 2   | 1 | 1 | 2:2      | 2    |
| 3    |         | Mary Fung-A-Fat Jason-Ray Khalil | 2   | 0 | 2 | 0:4      | 0    |

| Spieler           | Spieler             | Ergebnis   |
| ----------------- | ------------------- | ---------- |
| Pallikal / Ghosal | Zafar / Aslam       | 11:2, 11:3 |
| Pallikal / Ghosal | Fung-A-Fat / Khalil | 11:3, 11:3 |
| Zafar / Aslam     | Fung-A-Fat / Khalil | 11:6, 11:9 |

#### Gruppe F
| Rang | Setzung | Doppel                        | Sp. | S | N | S.-Diff. | Pkt. |
| ---- | ------- | ----------------------------- | --- | - | - | -------- | ---- |
| 1    | 6       | Rachael Grinham Ryan Cuskelly | 2   | 2 | 0 | 4:0      | 4    |
| 2    | 11      | Aifa Azman Sanjay Singh       | 2   | 1 | 1 | 2:2      | 2    |
| 3    |         | Charlotte Knaggs Kale Wilson  | 2   | 0 | 2 | 0:4      | 0    |

| Spieler            | Spieler         | Ergebnis   |
| ------------------ | --------------- | ---------- |
| Grinham / Cuskelly | Azman / Singh   | 11:4, 11:4 |
| Grinham / Cuskelly | Knaggs / Wilson | 11:0, 11:4 |
| Azman / Singh      | Knaggs / Wilson | 11:4, 11:4 |

#### Gruppe G
| Rang | Setzung | Doppel                              | Sp. | S | N | S.-Diff. | Pkt. |
| ---- | ------- | ----------------------------------- | --- | - | - | -------- | ---- |
| 1    | 7       | Jenny Duncalf Adrian Waller         | 2   | 2 | 0 | 4:1      | 4    |
| 2    | 10      | Amanda Landers-Murphy Zac Millar    | 2   | 1 | 1 | 3:2      | 2    |
| 3    |         | Colette Sultana Daniel Zammit-Lewis | 2   | 0 | 2 | 0:4      | 0    |

| Spieler                 | Spieler                 | Ergebnis          |
| ----------------------- | ----------------------- | ----------------- |
| Duncalf / Waller        | Landers-Murphy / Millar | 11:5, 10:11, 11:5 |
| Duncalf / Waller        | Sultana / Zammit-Lewis  | 11:5, 11:7        |
| Landers-Murphy / Millar | Sultana / Zammit-Lewis  | 11:6, 11:6        |

#### Gruppe H
| Rang | Setzung | Doppel                              | Sp. | S | N | S.-Diff. | Pkt. |
| ---- | ------- | ----------------------------------- | --- | - | - | -------- | ---- |
| 1    | 8       | Joshna Chinappa Harinder Pal Sandhu | 2   | 2 | 0 | 4:0      | 4    |
| 2    | 9       | Lisa Aitken Kevin Moran             | 2   | 1 | 1 | 2:2      | 2    |
| 3    |         | Caroline Laing Jacob Kelly          | 2   | 0 | 2 | 0:4      | 0    |

| Spieler               | Spieler        | Ergebnis    |
| --------------------- | -------------- | ----------- |
| Chinappa / Pal Sandhu | Aitken / Moran | 11:10, 11:8 |
| Chinappa / Pal Sandhu | Laing / Kelly  | 11:3, 11:6  |
| Aitken / Moran        | Laing / Kelly  | 11:2, 11:3  |

### Finalrunde
|  | Achtelfinale | Achtelfinale                        | Achtelfinale | Achtelfinale | Achtelfinale |  |  | Viertelfinale | Viertelfinale                       | Viertelfinale                 | Viertelfinale | Viertelfinale |   |                               | Halbfinale                    | Halbfinale                | Halbfinale       | Halbfinale       | Halbfinale            |                  |    | Finale | Finale | Finale | Finale | Finale |
|  |              |                                     |              |              |              |  |  |               |                                     |                               |               |               |   |                               |                               |                           |                  |                  |                       |                  |    |        |        |        |        |        |
|  | 1            | Joelle King Paul Coll               | 11           | 11           |              |  |  |               |                                     |                               |               |               |   |                               |                               |                           |                  |                  |                       |                  |    |        |        |        |        |        |
|  | 15           | Meagan Best Shawn Simpson           | 2            | 7            |              |  |  | 1             | Joelle King Paul Coll               | 11                            | 11            |               |   |                               |                               |                           |                  |                  |                       |                  |    |        |        |        |        |        |
|  | 10           | Amanda Landers-Murphy Zac Millar    | 7            | 12           | 5            |  |  | 8             | Joshna Chinappa Harinder Pal Sandhu | 10                            | 10            |               |   |                               |                               |                           |                  |                  |                       |                  |    |        |        |        |        |        |
|  | 8            | Joshna Chinappa Harinder Pal Sandhu | 11           | 10           | 11           |  |  |               |                                     |                               |               |               | 1 | Joelle King Paul Coll         | 11                            | 8                         | 10               |                  |                       |                  |    |        |        |        |        |        |
|  | 5            | Dipika Pallikal Saurav Ghosal       | 10           | 11           | 11           |  |  |               |                                     |                               |               |               |   | 5                             | Dipika Pallikal Saurav Ghosal | 9                         | 11               | 12               |                       |                  |    |        |        |        |        |        |
|  | 11           | Aifa Azman Sanjay Singh             | 12           | 6            | 8            |  |  | 5             | Dipika Pallikal Saurav Ghosal       | 11                            | 11            |               |   |                               |                               |                           |                  |                  |                       |                  |    |        |        |        |        |        |
|  | 13           | Faiza Zafar Farhan Zaman            | 1            | 5            |              |  |  | 3             | Tesni Evans Peter Creed             | 8                             | 10            |               |   |                               |                               |                           |                  |                  |                       |                  |    |        |        |        |        |        |
|  | 3            | Tesni Evans Peter Creed             | 11           | 11           |              |  |  |               |                                     |                               |               |               | 5 | Dipika Pallikal Saurav Ghosal | 8                             | 10                        |                  |                  |                       |                  |    |        |        |        |        |        |
|  | 4            | Donna Urquhart Cameron Pilley       | 11           | 11           |              |  |  |               | 4                                   | Donna Urquhart Cameron Pilley | 11            | 11            |   |                               |                               |                           |                  |                  |                       |                  |    |        |        |        |        |        |
|  | 14           | Marlene West Cameron Stafford       | 7            | 5            |              |  |  | 4             | Donna Urquhart Cameron Pilley       | 11                            | 11            |               |   |                               |                               |                           |                  |                  |                       |                  |    |        |        |        |        |        |
|  | 12           | Madina Zafar Tayyab Aslam           | 3            | 1            |              |  |  | 6             | Rachael Grinham Ryan Cuskelly       | 6                             | 9             |               |   |                               |                               |                           |                  |                  |                       |                  |    |        |        |        |        |        |
|  | 6            | Rachael Grinham Ryan Cuskelly       | 11           | 11           |              |  |  |               |                                     |                               |               |               | 4 | Donna Urquhart Cameron Pilley | 10                            | 11                        | 11               |                  |                       |                  |    |        |        |        |        |        |
|  | 7            | Jenny Duncalf Adrian Waller         | 11           | 11           |              |  |  |               | 2                                   | Alison Waters Daryl Selby     | 12            | 7             | 7 |                               |                               | Spiel um Platz 3          | Spiel um Platz 3 | Spiel um Platz 3 | Spiel um Platz 3      | Spiel um Platz 3 |    |        |        |        |        |        |
|  | 9            | Lisa Aitken Kevin Moran             | 7            | 6            |              |  |  | 7             | Jenny Duncalf Adrian Waller         | 7                             | 11            | 10            |   |                               |                               |                           |                  | 1                | Joelle King Paul Coll | 11               | 11 |        |        |        |        |        |
|  | 16           | Dianne Kellas Bradley Hindle        | 6            | 3            |              |  |  | 2             | Alison Waters Daryl Selby           | 11                            | 9             | 12            |   |                               | 2                             | Alison Waters Daryl Selby | 6                | 6                |                       |                  |    |        |        |        |        |        |
|  | 2            | Alison Waters Daryl Selby           | 11           | 11           |              |  |  |               |                                     |                               |               |               |   |                               |                               |                           |                  |                  |                       |                  |    |        |        |        |        |        |